# 鴻池藤一
鴻池 藤一（こうのいけ ふじかす、1912年1月23日 - 1994年3月9日）は、日本の経営者。鴻池組元会長。全国建設業協会元会長。

## 経歴・人物
大阪府大阪市出身。1937年に早稲田大学理工学部建築学科を卒業し、大林組での勤務を経て、1939年に鴻池組に入社した。1943年に副社長に就任し、1944年には社長に昇格。1962年には会長も兼任し、1985年から会長に専任した。
1994年3月9日腎不全のために京都大学医学部附属病院で死去。82歳没。

## 栄誉
- 紺綬褒章(1952年)
- 藍綬褒章(1970年)
- 勲二等瑞宝章(1982年)
- 勲二等旭日重光章(1990年)